# 普門寺 (いわき市)
普門寺（ふもんじ）は、福島県いわき市平にある臨済宗の寺院である。山号は如意山、院号は福聚院。本尊は釈迦如来像だが、境内に建つ観音堂が磐城三十三観音 札所第一番 北目観音であり、そちらの本尊は木造如意輪観音坐像でいわき市有形文化財(彫刻)となっている。

## 歴史
開基は正応4年(1291年)、痴鈍禅師によると伝わり、当初は胡摩沢の地にあった。慶長8年(1603年)、鳥居忠政の平城築城、長源寺建立に際して久保町に移され、文政年間に火災にあった後に、現在地北目に禅良上人によって再興されたという。

## 北目観音
磐城三十三観音 札所第一番。巡礼歌は「ふだらくや 普(あまね)き門(かど)に みのりをぞ たのみわたらせ 末の川はし」。
縁起は定かではないものの、1千年あまりの歴史があると伝わる。観音堂内の箱蓋にある墨書きには、観音堂が正安2年(1300年)に消失したらしい記録がある。鎌倉期以降は飯野八幡宮境内にあり、庶民が巡礼し厚い信仰を集めたが、その後現在地北目に再建された。
現在の観音堂は元禄13年(1700年)7月、城北積金講の組織の元に建立されたもので、「観音堂」の扁額は、当時の平城主内藤義孝侯抱えの書家、佐々木玄龍の書である。

## 文化財

### 釈迦如来像
本堂の本尊仏。作者および年代などは明らかではない。

### 木造如意輪観音坐像
観音堂の本尊仏。厨子内に安置され、像高は67.2cm、肩幅は26.7cmの一面六臂の像。天衣をまとい裳を着け、輪王座の姿勢を取り、蓮華・輪宝・宝珠・数珠を手に携えている。
造りは一部漆箔、カヤ材の寄木造りで、頭部と体幹を共に前後の二材で繋ぎ合わせ、また膝前を別材として繋いでいる。彫りの特徴より鎌倉時代後期から末期の作と考えられる。光背と台座は後から補われており、台座には元禄15年(1702年)の墨書きがある。6本の手は全て当初のものと考えられている。
1994年(平成6年)3月、いわき市の有形文化財(彫刻)の指定を受けた。

### 仁王像2体
観音堂内に安置されており、かつては飯野八幡宮にあったものとされる。